# Gluphisia
Gluphisia är ett släkte av fjärilar som beskrevs av Jean Baptiste Boisduval 1828. Gluphisia ingår i familjen tandspinnare.

## Bildgalleri

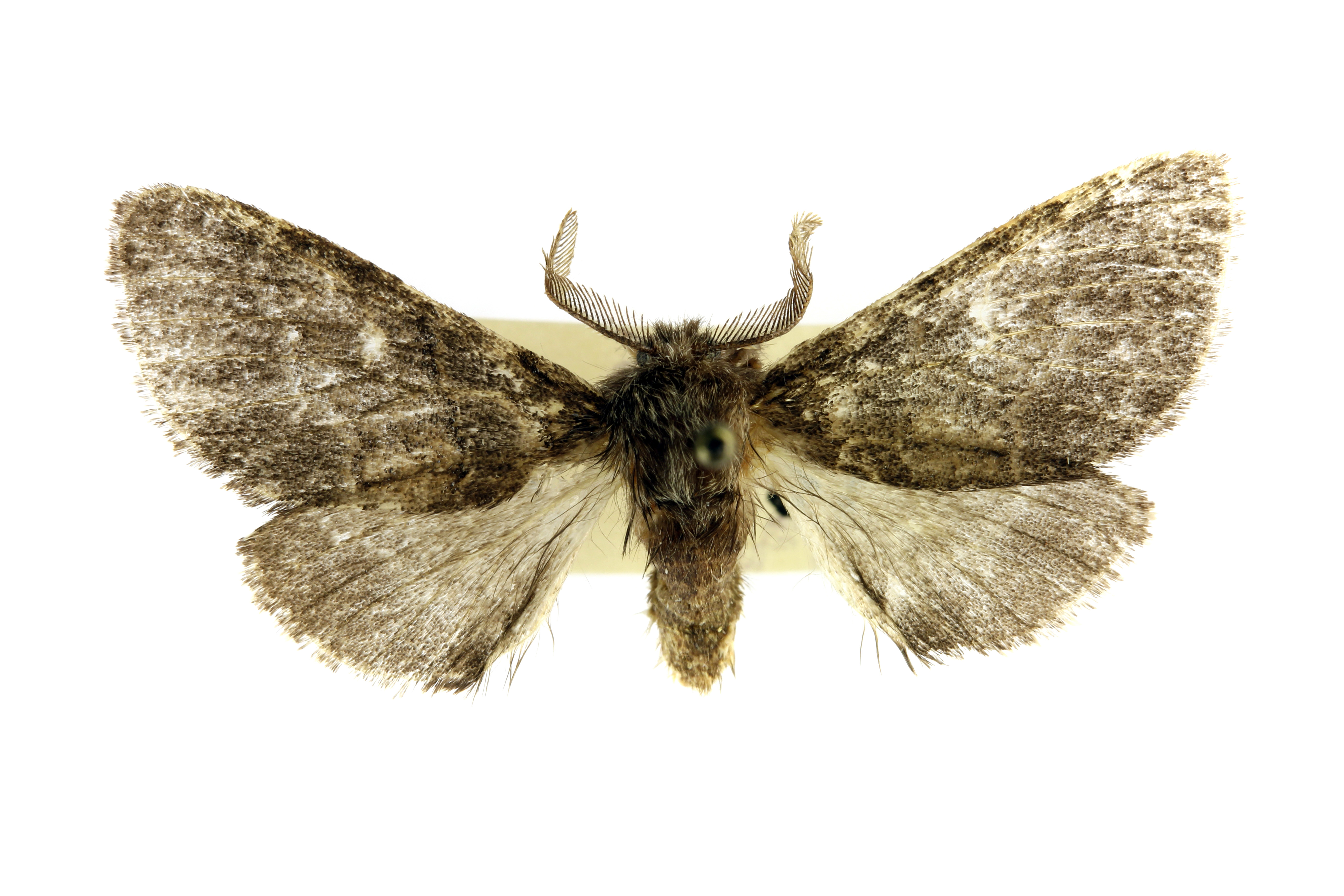
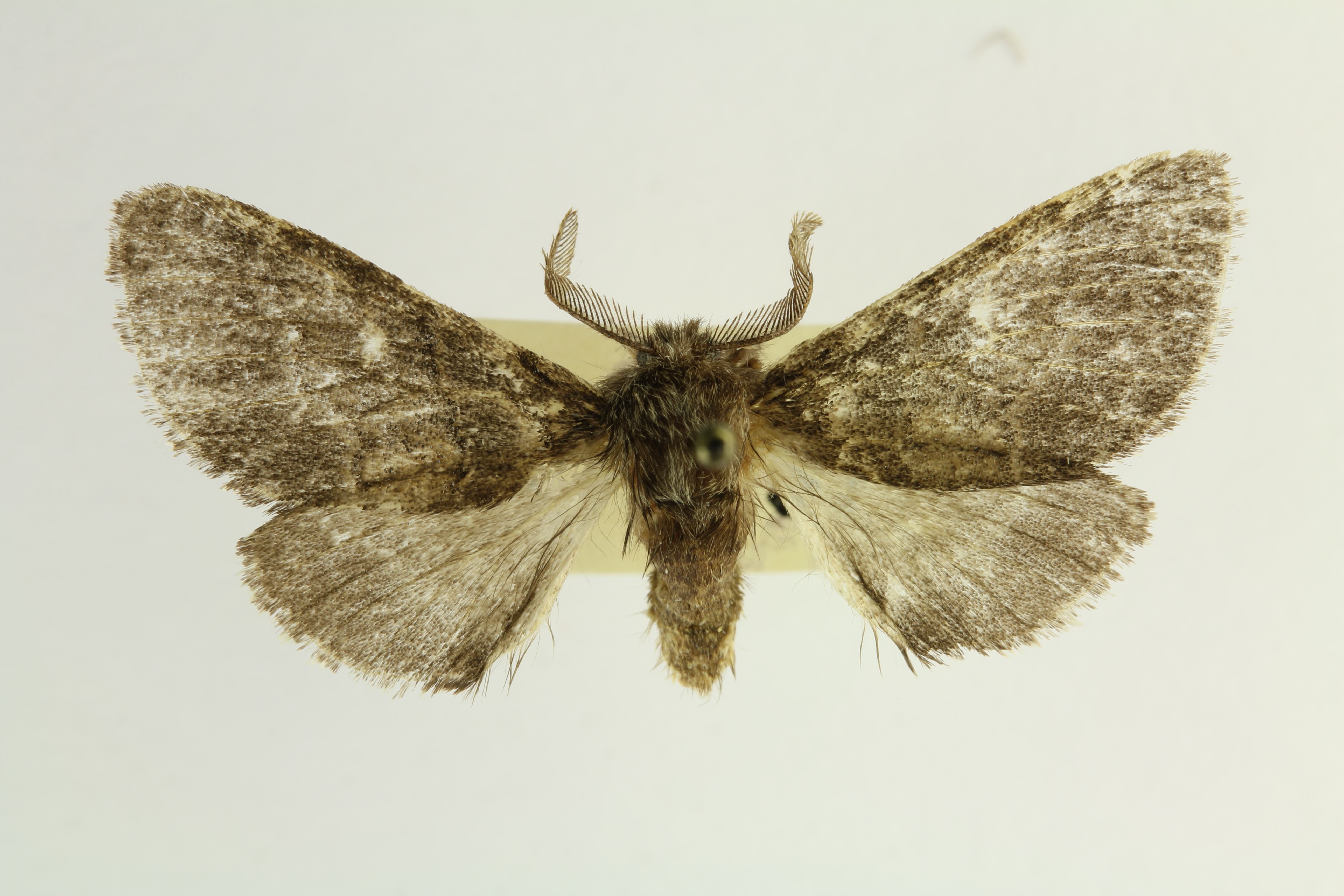
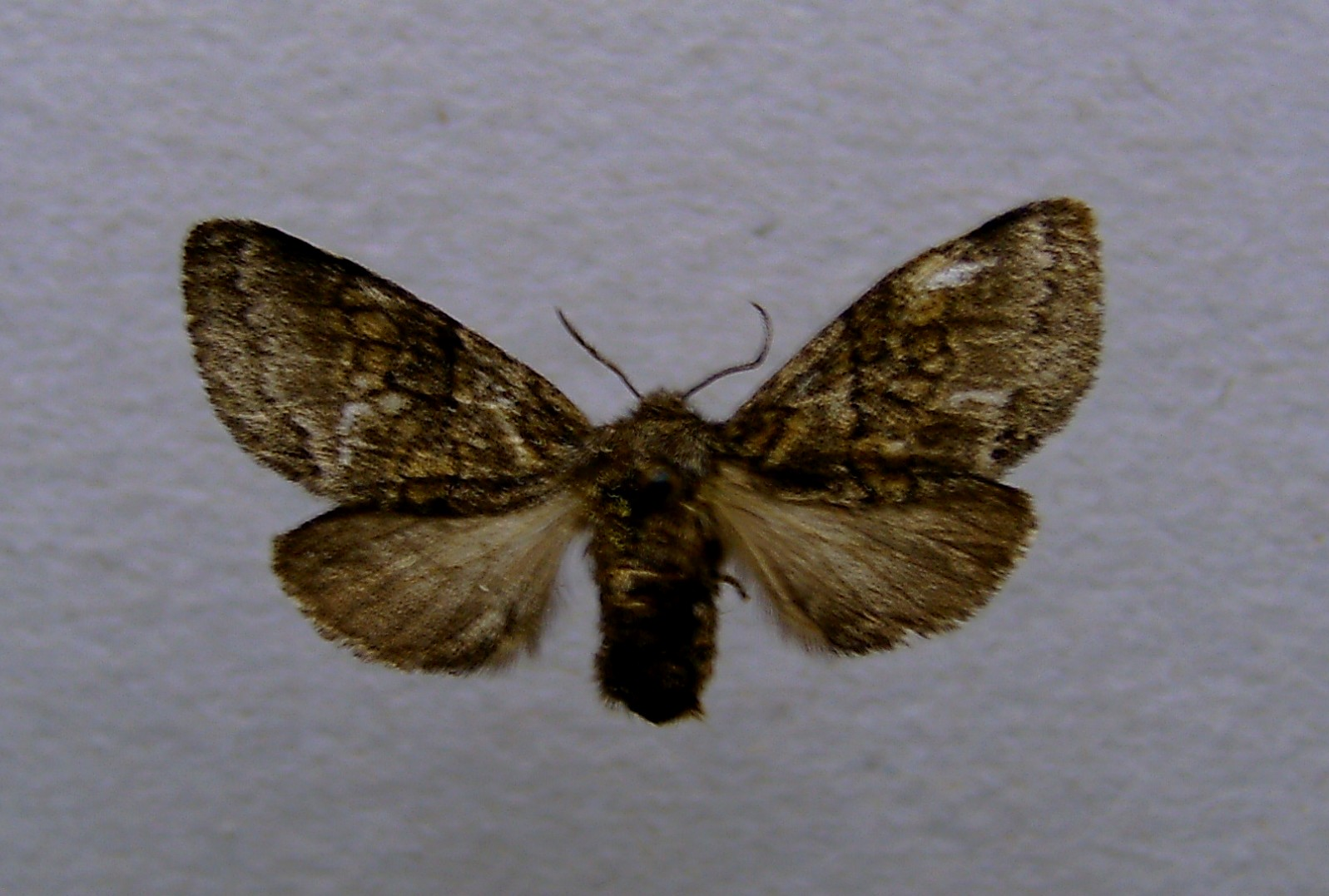
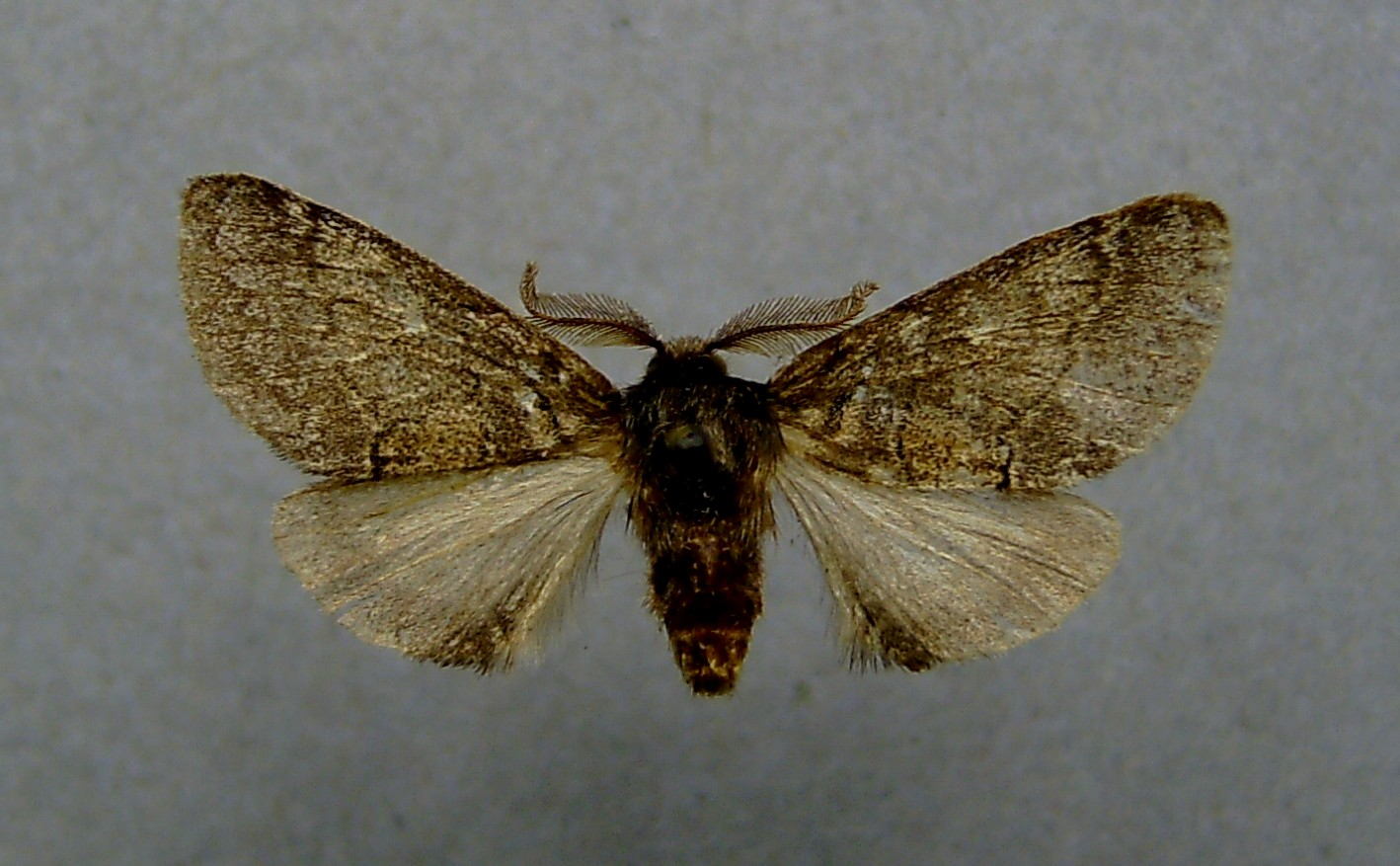
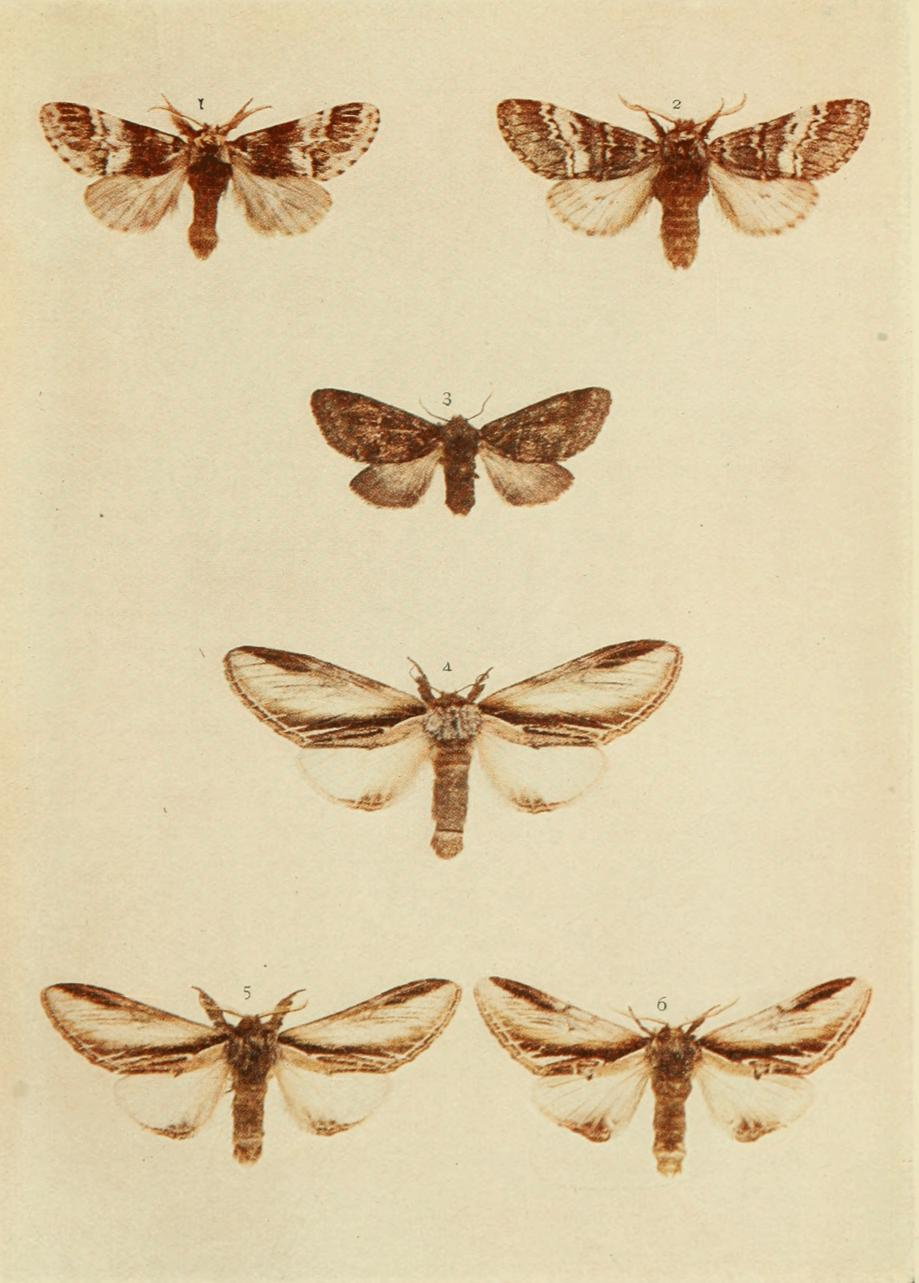
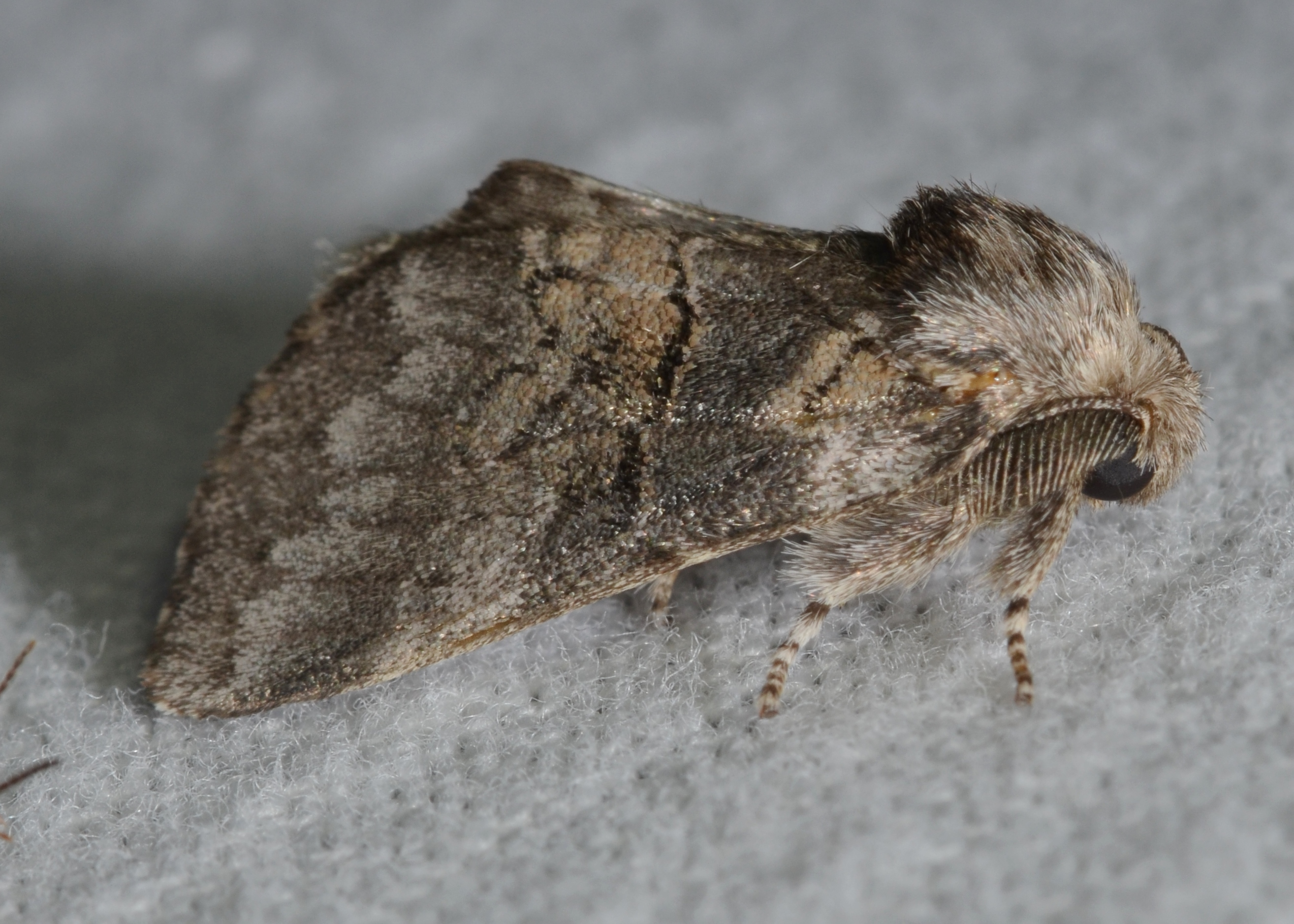

## Dottertaxa tillGluphisia, i alfabetisk ordning[1][2]
- Gluphisia albina
- Gluphisia albofascia
- Gluphisia amurensis
- Gluphisia avimacula
- Gluphisia clandestina
- Gluphisia crenata
- Gluphisia crenosa
- Gluphisia danbyi
- Gluphisia danieli
- Gluphisia formosa
- Gluphisia infuscata
- Gluphisia japonica
- Gluphisia lintneri
- Gluphisia meridionalis
- Gluphisia normalis
- Gluphisia opaca
- Gluphisia pretians
- Gluphisia quinquelinea
- Gluphisia ridenda
- Gluphisia rupta
- Gluphisia septentrionalis
- Gluphisia septentrionis
- Gluphisia severa
- Gluphisia slossonii
- Gluphisia tartarus
- Gluphisia trilineata
- Gluphisia tristis
- Gluphisia variegata
- Gluphisia vertunea
- Gluphisia wrightii